# Robyn Denholm
Robyn M. Denholm (née le 27 mai 1963 à Milperra) est une femme d'affaires australienne. Elle a succédé à Elon Musk en tant que présidente du conseil d'administration de Tesla, Inc. en novembre 2018.

## Carrière
Après avoir obtenu un master en commerce et en relations industrielles à l'université de Sydney, elle a occupé divers postes de responsabilité au cours de sa carrière. Après avoir travaillé en comptabilité chez Arthur Andersen à Sydney, elle a passé sept ans chez Toyota Australia. Elle a ensuite rejoint les entreprises informatiques Sun Microsystems et Juniper Networks, où elle a occupé des postes financiers et opérationnels pendant neuf ans, atteignant le poste de directrice financière (CFO) de Juniper. En 2014, elle est devenue administratrice non exécutive du conseil d’administration de Tesla, Inc. Au cours des quatre années suivantes, en tant qu’administratrice non exécutive de Tesla, elle a également présidé le comité d’audit et a reçu 17 millions de dollars US en options d’actions Tesla. En 2017, elle a été nommée directrice des opérations (COO) de Telstra, la plus grande entreprise de télécommunications d’Australie, avant de devenir directrice financière en octobre 2018. En novembre de la même année, elle quitte ce poste pour la direction de Tesla. Début 2025, en l'espace de 3 mois, elle liquide 117 millions de dollars de titres Tesla.